# Grimselsee
Grimselsee är ett vattenmagasin och en sjö i Schweiz. Den ligger i den centrala delen av landet, 80 km sydost om huvudstaden Bern i regionen Berner Oberland. Grimselsee ligger cirka 1 900 meter över havet. Arean är 2,6 kvadratkilometer. Den sträcker sig 1,6 kilometer i nord-sydlig riktning, och 5,9 kilometer i öst-västlig riktning.
Nära Grimselsee finns:
- bergspasset Grimselpasset
- bergstopparna Brandlammhorn, Brünberg, Sidelhorn och Vorderer Zinggenstock
- sjön Totensee